# Jeong Kyeong-doo
Jeong Kyeong-doo (* 1960 in Jinju, Gyeongsangnam-do) ist ein südkoreanischer Politiker und General der südkoreanischen Luftwaffe im Ruhestand. Er war vom 21. September 2018 bis 18. September 2020 Verteidigungsminister Südkoreas. Vom 20. August 2017 bis 21. September 2018 war er 40. Vorsitzender des Generalstabs der gesamten südkoreanischen Streitkräfte.

## Karriere

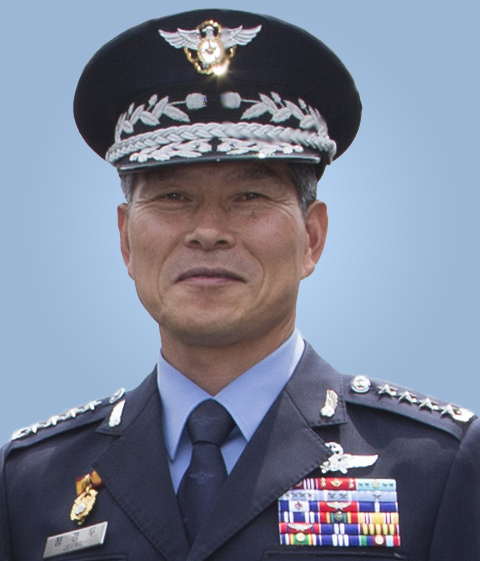
Jeong 2017 als Stabschef der Südkoreanische Luftwaffe

Jeong Kyeong-doo graduierte 1982 an der Luftwaffe-Akademie und ergänzte seine akademische Karriere 2002 mit einem Master of Management an der Hannam University. In den Jahren 1995 studierte er am Air Command and Staff Course der japanische Luftselbstverteidigungsstreitkräfte (JASDF) und 2005 studierte er am JASDF Air War Course.
Er diente in verschiedenen Kommandofunktionen im südkoreanischen Luftwaffe, dessen 35. Stabschef er 2015 wurde. Bereits 2017 rückte er zum 40. Vorsitzender des Generalstabs der gesamten südkoreanischen Streitkräfte auf.
Am 21. September 2018 übernahm er von Amtsvorgänger Song Young-moo das Ministeramt im Verteidigungsministerium. Das Amt führte er bis 18. September 2020 aus.

## Beförderungen
| Rang | Rang            | Datum          |
| ---- | --------------- | -------------- |
|      | General         | September 2015 |
|      | Generalleutnant | April 2014     |
|      | Generalmajor    | November 2011  |
|      | Brigadegeneral  | April 2009     |
|      | Oberst          | Dezember 2004  |